# 840-talet

## Händelser
- 842 - Kejsardömet Tibet går under.
- 846 - Peterskyrkan plundras av saracenerna.

## Födda
- 840 – Edmund martyren, kung av East Anglia.
- 840 – Mikael III, kejsare av Bysantinska riket.
- 1 november 846 – Ludvig den stammande, kung av Västfrankiska riket.
- 849 – Alfred den store, kung av England.

## Avlidna
- 846 - Bai Juyi, kinesisk författare